# Cnopus nucleus
Cnopus nucleus es una especie de coleóptero de la familia Aderidae.

## Distribución geográfica
Habita en California y Arizona (Estados Unidos).